# Paul Sauter
Paul Sauter (* 14. Juni 1947) ist ein ehemaliger deutscher Fußballtrainer.

## Leben
Paul Sauter gehörte 1967 zu den Gründungsmitgliedern des SC Bubesheim, den er in den 1990er Jahren kurzzeitig auch trainierte. Er war unter anderem bei der TSG Ulm 1846, dem heutigen SSV Ulm 1846, unter Vertrag, für die er in einem Team mit Uli Hoeneß und Dieter Hoeneß auflief.
Sauters Trainerkarriere begann als Spielertrainer beim TSV Offingen. Nachdem er mit der Mannschaft 1982 in die Bezirksliga aufgestiegen war, wurde er zu Beginn der Saison 1982/83 zunächst Trainerassistent beim SSV Ulm 1846 und anschließend am 1. Oktober 1982 Cheftrainer des seinerzeitigen Zweitligisten. Insgesamt war er fünfmal Trainer des SSV. 1983 qualifizierte sich der SSV mit ihm für die neue eingleisige 2. Bundesliga.
In seinem dritten Engagement beim SSV Ulm 1846 stieg er 2008 von der Oberliga Baden-Württemberg in die nun viertklassige Regionalliga Süd auf. Nach Differenzen mit der Vereinsführung im Sommer von seinen Aufgaben entbunden, kehrte er im Januar 2011 zum mittlerweile insolventen Verein zurück. Der Insolvenzverwalter Martin Hörmann setzte ihn nach dem Rücktritt des Vorstands als ehrenamtlich tätigen Bevollmächtigten ein. Im Sommer kehrte er beim schwäbischen Klub als Nachfolger von Janusz Góra auf die Trainerbank zurück. Ende Juni übernahm er darüber hinaus den Posten des Präsidenten, nachdem kurz zuvor der Insolvenzplan genehmigt worden war. Als Meister der Oberliga Baden-Württemberg 2012 stieg Sauter mit dem SSV Ulm in die neue Regionalliga Südwest auf. Nach dem Aufstieg legte er seinen Trainerjob nieder und konzentrierte sich auf seine Aufgaben als Präsident des Vereins.
Neben seinem Präsidentenamt fungierte er von November 2012 bis Oktober 2013 erneut als Trainer. Im April 2014 trat er als Präsident zurück.
Zwischen seinen Engagements bei den Vereinen war Sauter als Verbandstrainer und Trainerausbilder tätig (4 Jahre beim Württembergischen Fußballverband / 1986–1990) und arbeitete für den DFB im Zuge des Talentförderungsprogramms als Stützpunktkoordinator(2002–2008). Von 2000 bis 2002 sammelte Paul Sauter erste Auslandserfahrungen im Fürstentum Liechtenstein. 2007 nahm er als Jugendnationaltrainer der U-17-Nationalmannschaft Togos an der Weltmeisterschaft in Südkorea teil.
In der Spielzeit 2018/19 trainierte Sauter die U-17-Juniorenmannschaft seines Heimatvereins SC Bubesheim. Im Sommer 2019 startete er ein Projekt im US-amerikanischen Jugendfußball, bei dem er Camps für Nachwuchsspieler sowie Lehrgänge für Jugendtrainer in der Umgebung von Chicago anbietet.